# 2019 en Algérie
Chronologie de l’Algérie
- 2015
- 2016
- 2017
- 2018
- 2019
- 2020
- 2021
- 2022
- 2023

Cet article présente les faits marquants de l'année 2019 au Algérie.

## Évènements
- 16 février : début des manifestations d'ampleur en Algérie pour protester contre la candidature du président Abdelaziz Bouteflika à un cinquième mandat à l'élection présidentielle algérienne de 2019.
- 22 février : en Algérie, plus de 20 000 personnes manifestent pour protester contre un éventuel cinquième mandat du président Abdelaziz Bouteflika (au pouvoir depuis 1999 et physiquement diminué depuis un AVC en 2013). La plupart des manifestations se déroulent dans le calme, sauf à Alger (où elles sont strictement interdites depuis 2001), où des heurts (jets de pavés entre autres) ont lieu. Au total, 41 personnes sont interpellées[1]. Les manifestations se poursuivent régulièrement fin février et durant le mois de mars.
- 11 mars : le président algérien Abdelaziz Bouteflika renonce à briguer un 5e mandat et reporte sine die l'élection présidentielle ; le Premier ministre Ahmed Ouyahia est remplacé par Noureddine Bedoui. Les manifestations continuent car les Algériens craignent que la prolongation du quatrième mandat ne serve à maintenir Bouteflika en place sur une durée indéterminée.
- 2 avril : démission d'Abdelaziz Bouteflika, président de l'Algérie, après vingt ans de pouvoir ; Abdelkader Bensalah assure l'intérim.
- 15 juin au 19 juillet : coupe d'Afrique des nations de football en Égypte, remportée par l'Algérie.
- 12 décembre : élection présidentielle en Algérie, Le scrutin, boycotté par une large partie de la population, enregistre une abstention et un nombre de votes blancs record. Abdelmadjid Tebboune est élu dès le premier tour avec 58,15 % des suffrages exprimés.
- 28 décembre : Abdelaziz Djerad est nommé Premier ministre d'Algérie ;